# 9053 Hamamelis
9053 Hamamelis (1991 VW5) là một tiểu hành tinh vành đai chính được phát hiện ngày 2 tháng 11 năm 1991 bởi E. W. Elst ở Đài thiên văn Nam Âu.